# 네오지오 포켓
네오지오 포켓(영어: Neo Geo Pocket, 일본어: ネオジオポケット)은 SNK에서 출시한 모노크롬 휴대용 게임기이다. 이 제품은 회사 최초의 핸드헬드 시스템이며 네오지오 제품군의 일부이다. 1998년 말 일본에서 비디오 게임으로 첫 선을 보였지만 일본, 아시아, 유럽에 독점적으로 출시되어 미국에서는 출시가 되지 못했다.
네오지오 포켓은 실패한 콘솔로 간주된다. 예상보다 낮은 판매량으로 인해 1999년에 단종되었다. 역사상 가장 많이 팔린 10대 핸드헬드는, 네오지오에 의해 계승되었다. 게임보이 컬러와 쉽게 경쟁할 수 있는 풀 컬러 장치이며, 미국 출시판도 볼 수 있다. 비록 이 시스템은 짧은 수명만을 누렸지만, 사무라이 쇼다운, 더 킹 오브 파이터즈 R-1과 같은 중요한 게임들이 출시되었다.

## 사양
- 16비트 Toshiba TLCS-900H 고성능 코어 CPU
- 6.144MHz에서 32비트/16비트 레지스터 뱅크 구성
- 가상 화면 256x256, 평면당 팔레트 16개, 프레임당 스프라이트 64개
- 사운드칩을 제어하는 Z80 8비트 CPU
- SN76489 사운드칩 동등(정방파 톤 발생기 3개, 화이트 노이즈 발생기 1개, 디지털-아날로그 변환기 2개 직접 액세스)
- I/O 시리얼 SIO, 채널 1개(19200비트/s)
- 4비트 내장 메모리